# المنظمة من أجل التنمية الوطنية
المنظمة من اجل التنمية الوطنية هي حزب سياسي في أنتيغا وباربودا. تأسس الحزب في عام 2003 م. قائد الحزب هو غلنتيس غودوين.